# Mšeno
Město Mšeno (německy Mscheno, dříve Wemschen) se nachází v okrese Mělník ve Středočeském kraji. Leží na křížení silnic II/259 (Mladá Boleslav – Dubá) a II/273 (Mělník–Doksy) asi 15 km severovýchodně od Mělníka. Je označováno za vstupní bránu Chráněné krajinné oblasti Kokořínsko – Máchův kraj, při jejímž jihovýchodním okraji leží. Žije zde přibližně 1 400 obyvatel.

## Historie
První písemná zmínka o obci pochází z roku 1306. Původní osada založená ve 14. století patřila ke královskému majetku. Již v roce 1367 je Mšeno městem. Ještě v tomto století tu byla založena tvrz a ze vsi se stalo městečko. Mšeno bylo poničeno častými požáry. V roce 1991 byl Mšenu navrácen status města. Ve městě se nachází několik hrázděných domů, historické jádro města je od roku 2003 městskou památkovou zónou.

### Územněsprávní začlenění
Dějiny územněsprávního začleňování zahrnují období od roku 1850 do současnosti. V chronologickém přehledu je uvedena územně administrativní příslušnost města v roce, kdy ke změně došlo:
- 1850 země česká, kraj Jičín, politický okres Mladá Boleslav, soudní okres Bělá[5]
- 1855 země česká, kraj Mladá Boleslav, soudní okres Bělá
- 1868 země česká, politický okres Mnichovo Hradiště, soudní okres Bělá
- 1874 země česká, politický i soudní okres Mělník[6]
- 1939 země česká, Oberlandrat Mělník, politický i soudní okres Mělník[7]
- 1942 země česká, Oberlandrat Praha, politický i soudní okres Mělník[8]
- 1945 země česká, správní i soudní okres Mělník[9]
- 1949 Pražský kraj, okres Mělník[10]
- 1960 Středočeský kraj, okres Mělník
- 2003 Středočeský kraj, okres Mělník, obec s rozšířenou působností Mělník

### Rok 1932
Ve městě Mšeno u Mělníka (přísl. Romanov, Skramouš, 2150 obyvatel) byly v roce 1932 evidovány tyto živnosti a obchody:
- Instituce a průmysl: poštovní úřad, telefonní úřad, telegrafní úřad, četnická stanice, katolický kostel, evangelický kostel, důchodkový kontrolní úřad, obchodní gremium, sbor dobrovolných hasičů, Měšťanská cihelna, výroba hraček, kamenický závod, mlýn, 2 pily, sladovna.
- Živnosti a služby: 2 lékaři, zubní lékař, zvěrolékař, 3 autodopravci, Sokolský biograf, drogerie, fotoateliér, 3 hodináři, hospodářské družstvo, 13 hostinců, 3 hotely (Holuška, Honcová, Štolc), 3 hudební školy, 2 knihaři, lékárna, Okresní záložna hospodářská na Mělníce, Spořitelní a záložní spolek pro Mšeno a Sedlec, Úvěrní a spořitelní ústav ve Mšeně, Živnostenská záložna ve Mšeně, hlavní sklad tabáku, zubní ateliér.

## Části města
Historické jádro města tvoří dvě části: městská, jejímž centrem je náměstí Míru a Masarykova ulice (krátký bulvár s charakterem náměstí) s kostelem sv. Martina nacházejícím se mezi nimi, a níže položená původně venkovská část, nazývaná Podolec. Obě části v dnešní době tvoří souvislý celek. V Podolci začíná Košátecký potok, na němž a jeho zdrojnicích leží městské lázně a několik rybníků (Blížka, Jezero, Černík).
K městu jsou v současné době připojeny i urbanisticky samostatné vesnice v okolí. Západním směrem se nacházejí vesnice Sedlec (vzdálená asi 1,5 km) a Hradsko (asi 4 km vzdálená, na návrší nad Kokořínským dolem, naproti Kokořínu). Obě spadají do katastrálního území Sedlec u Mšena a navzájem je odděluje rokle Kočičina, kterou silnice III/2732O ze Mšena obchází. Severně se nachází při silnici na Dubou osady Romanov (1 km) a Ráj (4 km) a v kilometrovém okruhu kolem Ráje ještě část osady Brusné (Brusné 2.díl, východně od Ráje) a osady Olešno (severozápadně od Ráje) a Vojtěchov (západně od Ráje) a samoty Víno (jižně od Ráje) a V Dolíku (mezi Vojtěchovem a Olešnem). Romanov a rozsáhlé přírodní území (Boudecká rokle, Vyhlídky, Kačina) patří katastrálně ke Mšenu, Ráj a osady kolem něj patří do katastrálního území Olešno. Přes Ráj a Vojtěchov protéká říčka Pšovka, do níž se ve Vojtěchově zprava vlévá potok Žebrák. Na severovýchodě (asi 3 km daleko) se nachází vesnice Skramouš s vlastním katastrálním územím. Na jižní straně nepatří ke Mšenu žádné vesnice, ale směrem k Velkému Újezdu neobydlená oblast s pomístními názvy Šibenec a Pod Šibencem.
Podolec, Sedlec, Hradsko, Romanov, Ráj, Brusné, Olešno i Vojtěchov spadají do Chráněné krajinné oblasti Kokořínsko – Máchův kraj, místní část Mšena, Šibenec a Skramouš leží mimo ně. Zalesněné a skalnaté oblasti severně a severozápadně od města včetně údolí Debř vedoucího až k jeho okraji a včetně osad Ráj, Vojtěchov a Brusné 2.dil patří zároveň i do přírodní rezervace Kokořínský důl.
Území města se rozkládá na pomezí dvou geomorfologických celků – jihovýchodní polovina (Skramouš a vlastní Mšeno až k Romanovu) se počítá k Jizerské tabuli, zatímco ostatní přidružené části k Ralské pahorkatině.
Od 1. ledna 1980 do 23. listopadu 1990 k městu patřily i Ledce, Libovice, Lobeč, Ostrý a Tajná a od 1. ledna 1980 do 31. března 1996 také Brusné 1.díl a Příbohy.

## Pamětihodnosti
- Kostel svatého Martina u Masarykovy ulice a náměstí Míru
- Evangelický kostel v Boleslavské ulici, vystavěný v letech 1935–1936 v puristicko-funkcionalistickém stylu
- Evangelická zvonička v Mělnické ulici – galerie dobových fotografií
- Lidová dřevěná architektura
- Sousoší Panny Marie se sochami svatého Pavla a Šebestiána na náměstí Míru
- Radnice na náměstí Míru
- Městské lázně – koupaliště ve stylu art deco z roku 1932
- Skalní obydlí v údolí Debř
- Památník mistra Jana Husa v údolí Debř
- Muchomůrka – lesní altán v údolí Debř
- Polní opevnění Švédský val severně od města
- Kamenný železniční most
- Mšenské pokličky (nebo jen Pokličky) – bizarní skalní útvary

### Zaniklé stavby
- Větrný mlýn

### Památné stromy
V katastrálním území Mšeno je chráněno vícero památných stromů:
v severní části města:
- Mšenská lípa 1, lípa malolistá na křižovatce ulic Palackého a Pod Javorem [souř 1]
- Mšenská lípa 2, lípa malolistá v ulici Palackého poblíž křižovatky s ulicí Karlova [souř 2]

ve východní části města:
- Lípa v parku u ZŠ Mšeno, lípa malolistá v ulici U Školy, po západní straně základní školy [souř 3]
- Buk v parku u ZŠ Mšeno, buk lesní červenolistý tamtéž [souř 4]

v jižní části města:
- Stromořadí ve Mšeně, řada 10 mohutných stromů různých druhů v prostoru někdejšího Šimonova zahradnictví západně od ulice Jatecká [souř 5]

mimo město:
- Jedle u Brusného, jedle bělokorá při jižní straně silnice Ráj – Libovice [souř 6]
- Romanovské lípy, dvojice stromů, (lípa malolistá a lípa velkolistá) v Romanově [souř 7]
- Mšenská lípa 3, lípa malolistá při výjezdu z města směrem na Romanov. Ochrana tohoto stromu byla zrušena v r. 2011 z důvodu špatného zdravotního stavu. [souř 8]

## Doprava
Dopravní síť
- Pozemní komunikace – Městem procházejí II/259 Dubá – Mšeno – Mladá Boleslav a II/273 Mělník–Mšeno–Doksy.
- Železnice – Město leží na železniční trati Mladá Boleslav – Mělník. Jedná se o jednokolejnou regionální trať, doprava byla zahájena roku 1897, a to jak na úseku Mělník–Mšeno, tak na úseku Mšeno–Skalsko–Chotětov. Na území města leží železniční dopravna Mšeno a železniční zastávka Skramouš.

Veřejná doprava 2012
- Autobusová doprava – Z města vedly autobusové linky do těchto cílů: Doksy, Dubá, Kokořín, Mělník, Mladá Boleslav, Praha.
- Železniční doprava – Po trati 076 v úseku mezi Mělníkem a Mladou Boleslaví přes Mšeno denně jezdí v pracovní dny 9 párů osobních vlaků, o víkendu o jeden pár méně.

## Turistika
- Cyklistika – Městem vede cyklotrasa č. 0009 Mělnické Vtelno – Kadlín – Mšeno – Hlučov.
- Pěší turistika – Územím města vedou turistické trasy  Mšeno – Kokořínský Důl,  Skramouš – Mšeno – Pokličky – Vidim,  Kokořínský Důl – Sedlec – Mšeno – Vojtěchov.
- Cinibulkova naučná stezka

## Rodáci a významní obyvatelé

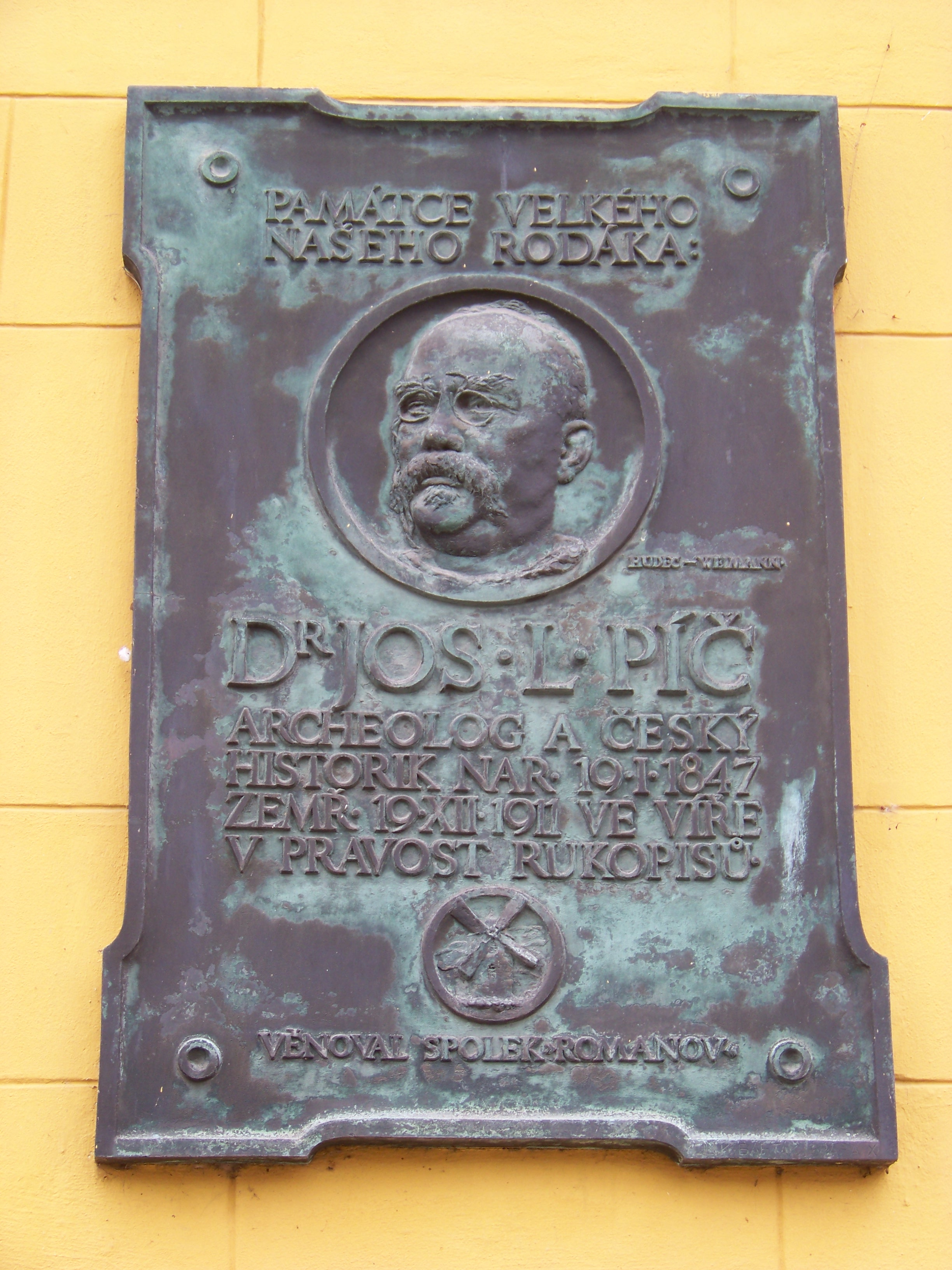
Pamětní deska Josefa Ladislava Píče na radnici

### Narození ve Mšeně
- Augustin Heřman (cca 1621 – cca 1686), obchodník, mořeplavec, kartograf a korzár
- Vojtěch Živný (1756–1842), klavírista, basista, houslista, skladatel
- Jan Křtitel Píšek (1814–1873), operní pěvec
- Josef Ladislav Píč (1847–1911), historik a archeolog
- Rudolf Vomáčka (1847–1926), architekt a stavitel
- František Bíza (1849–1904), ilustrátor
- Anna Bayerová (1852–1924), lékařka (narozená v místní části Vojtěchov)
- Jiří Zahajský (1939–2007), herec

### Další regionální osobnosti
- Josef Bedřich Cinibulk (1876–1944), ředitel místní školy, hybatel spolkového života a rozvoje města, propagátor turistiky na Kokořínsku

## Fotogalerie

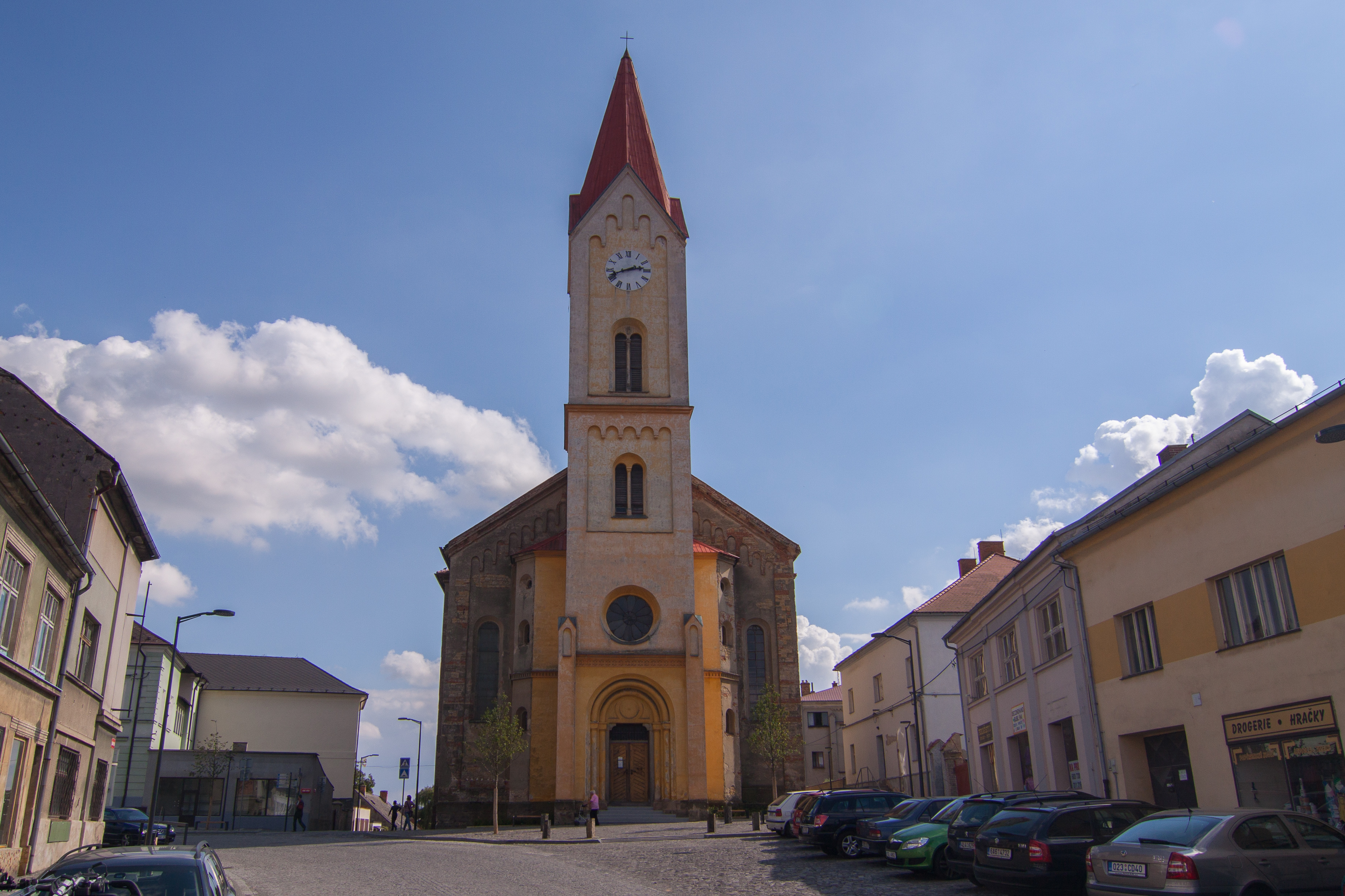
Kostel svatého Martina, z Masarykovy ulice
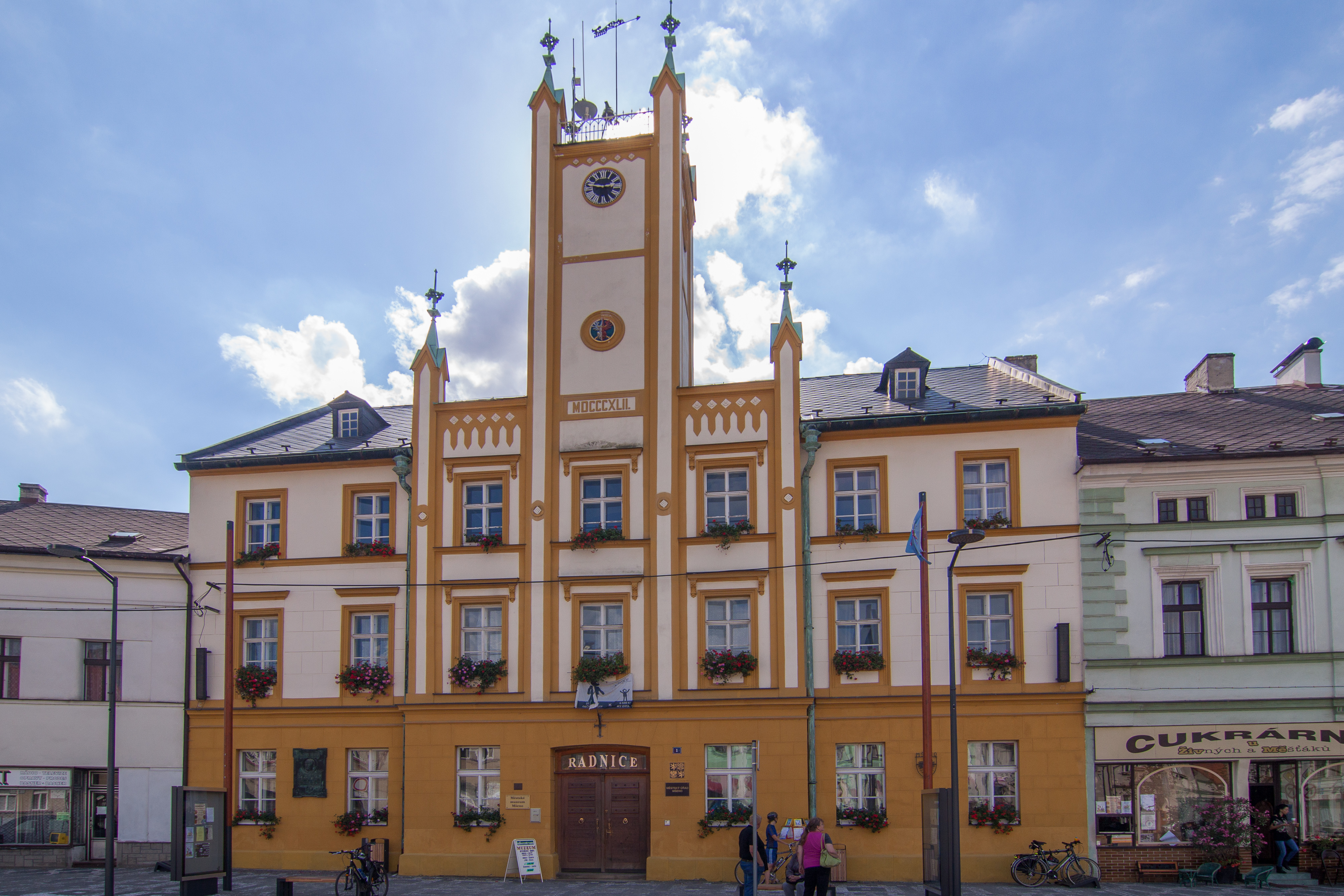
Radnice na Náměstí Míru
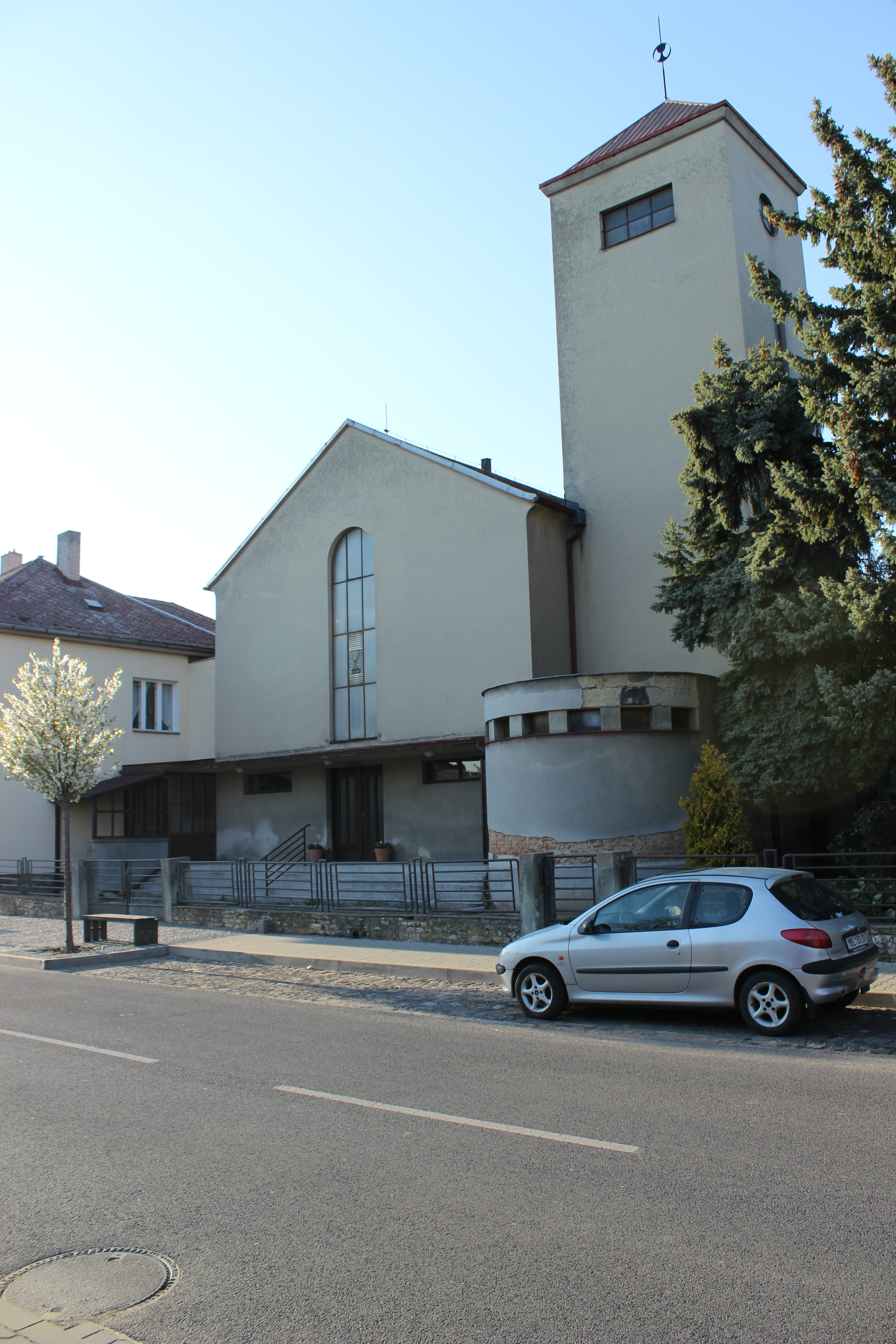
Evangelický kostel v Boleslavské ulici
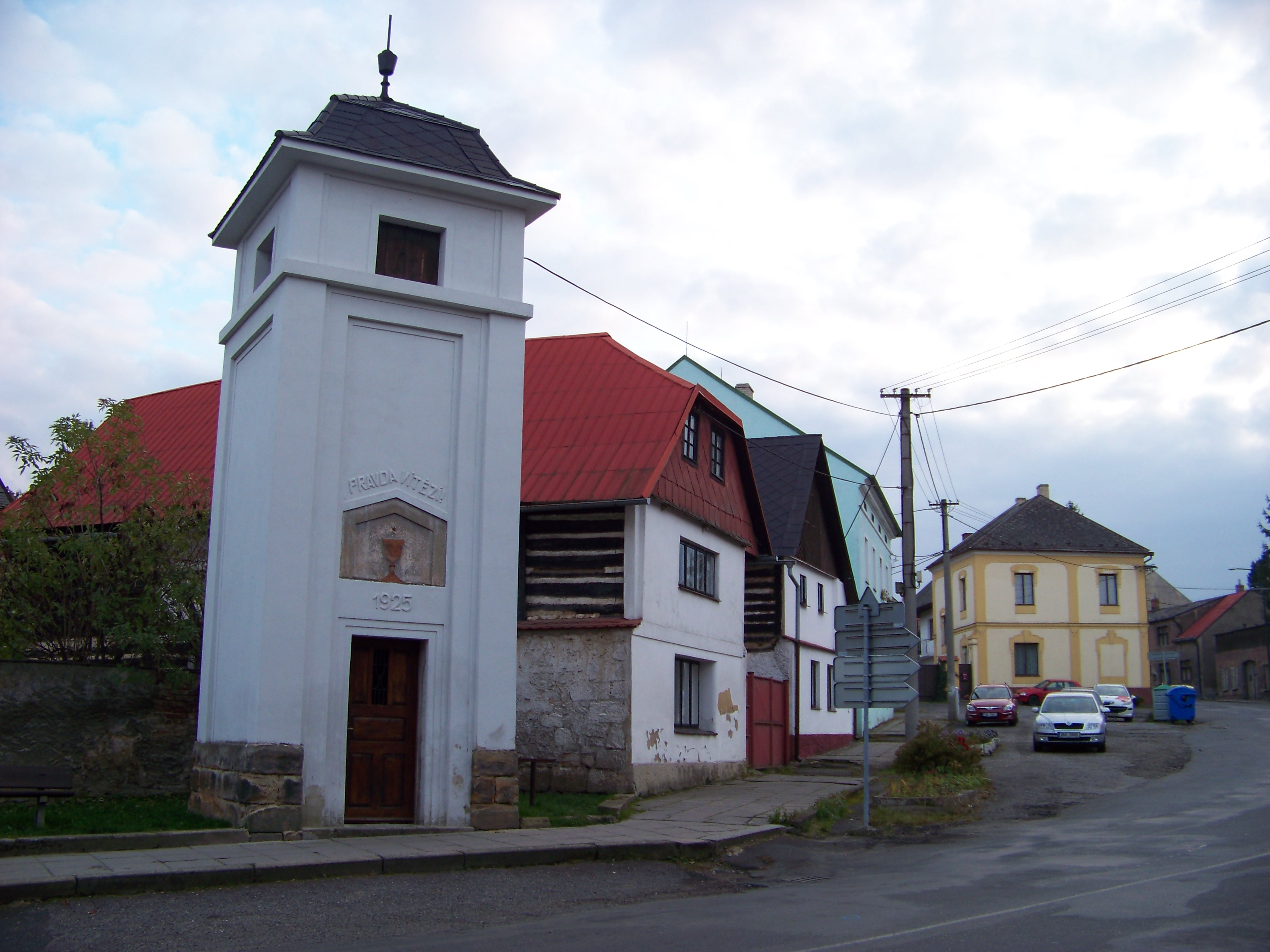
Evangelická zvonice a roubené chalupy v Mělnické ulici
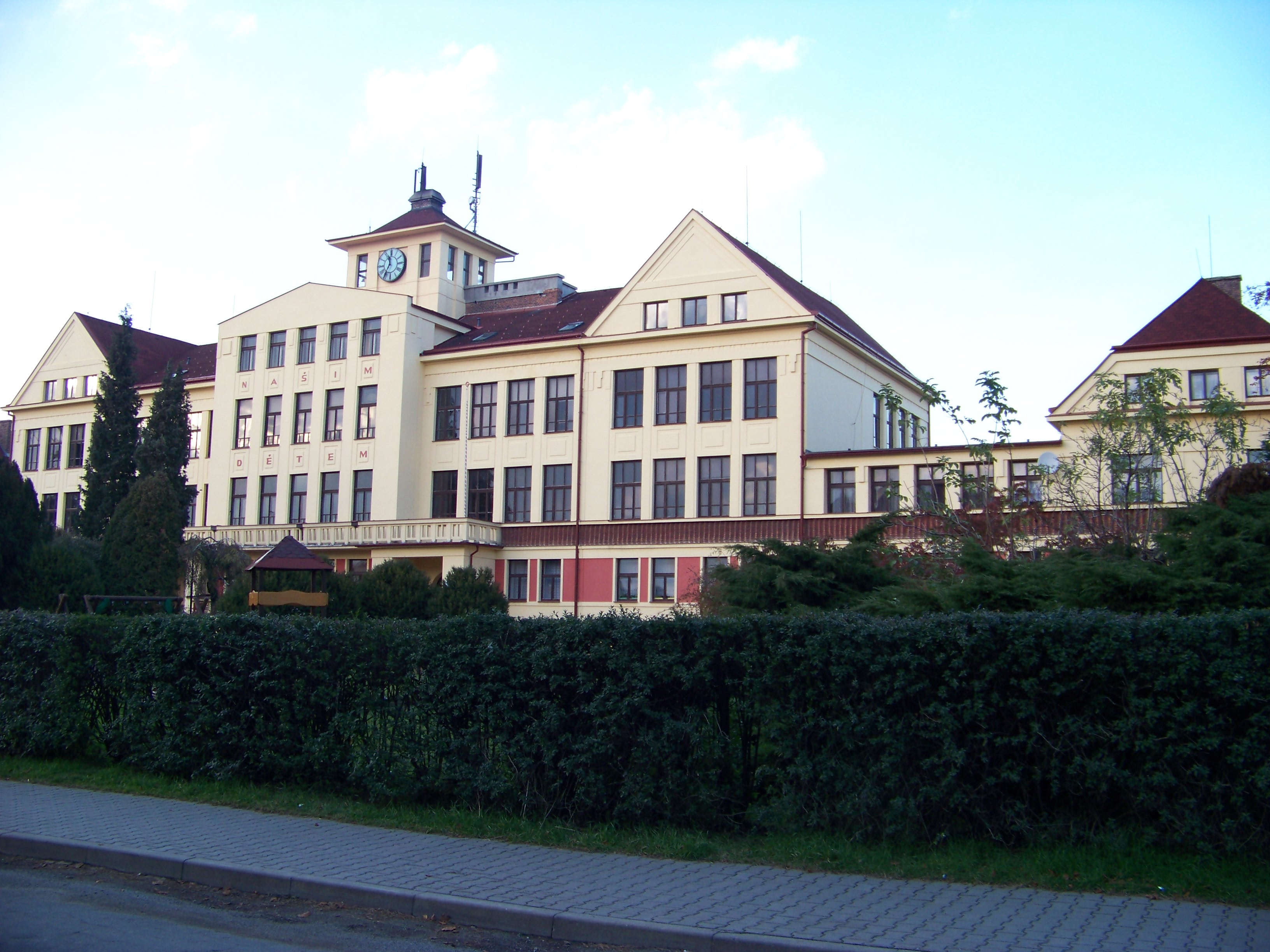
Základní škola v Boleslavské ulici
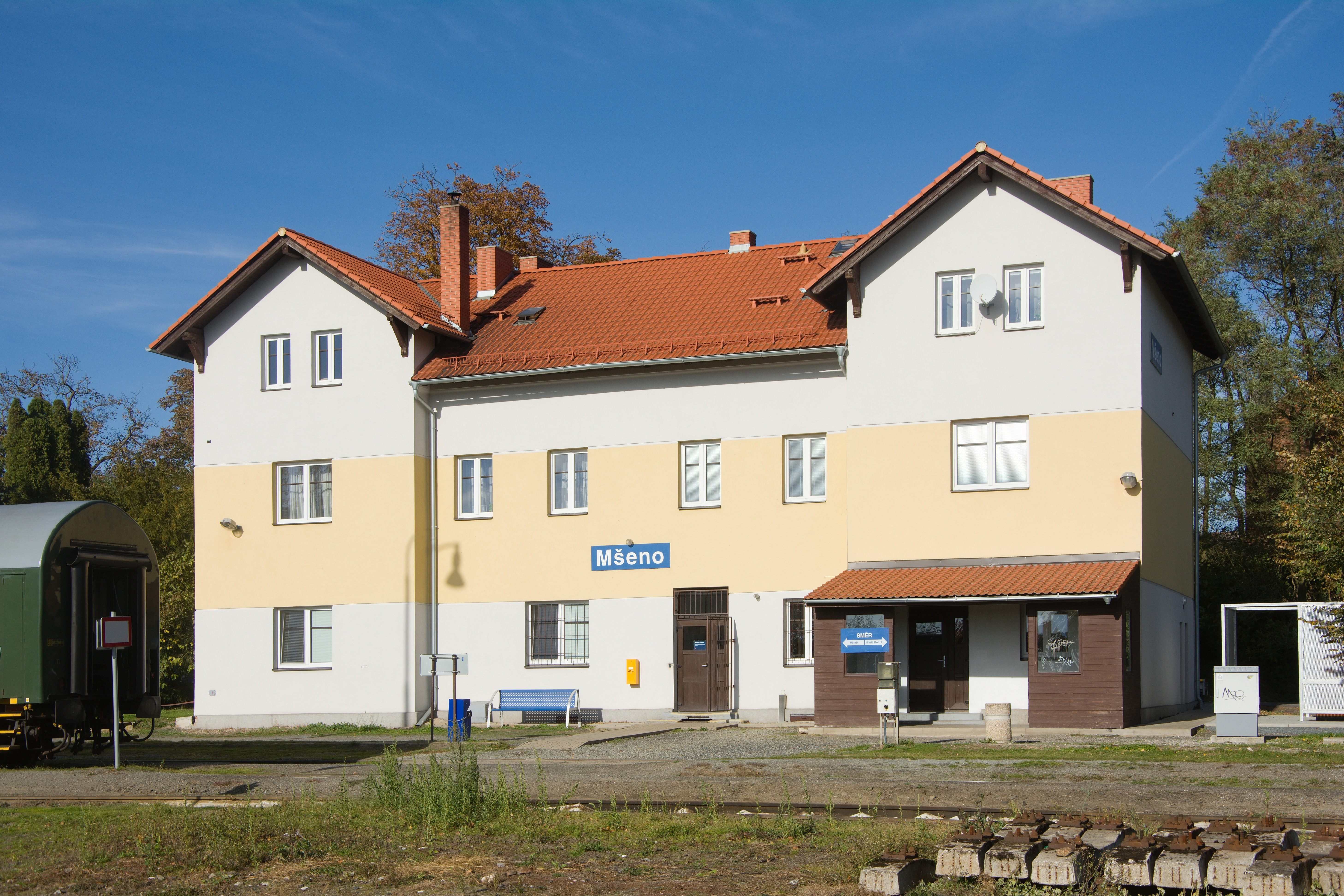
Nádraží
Městské lázně
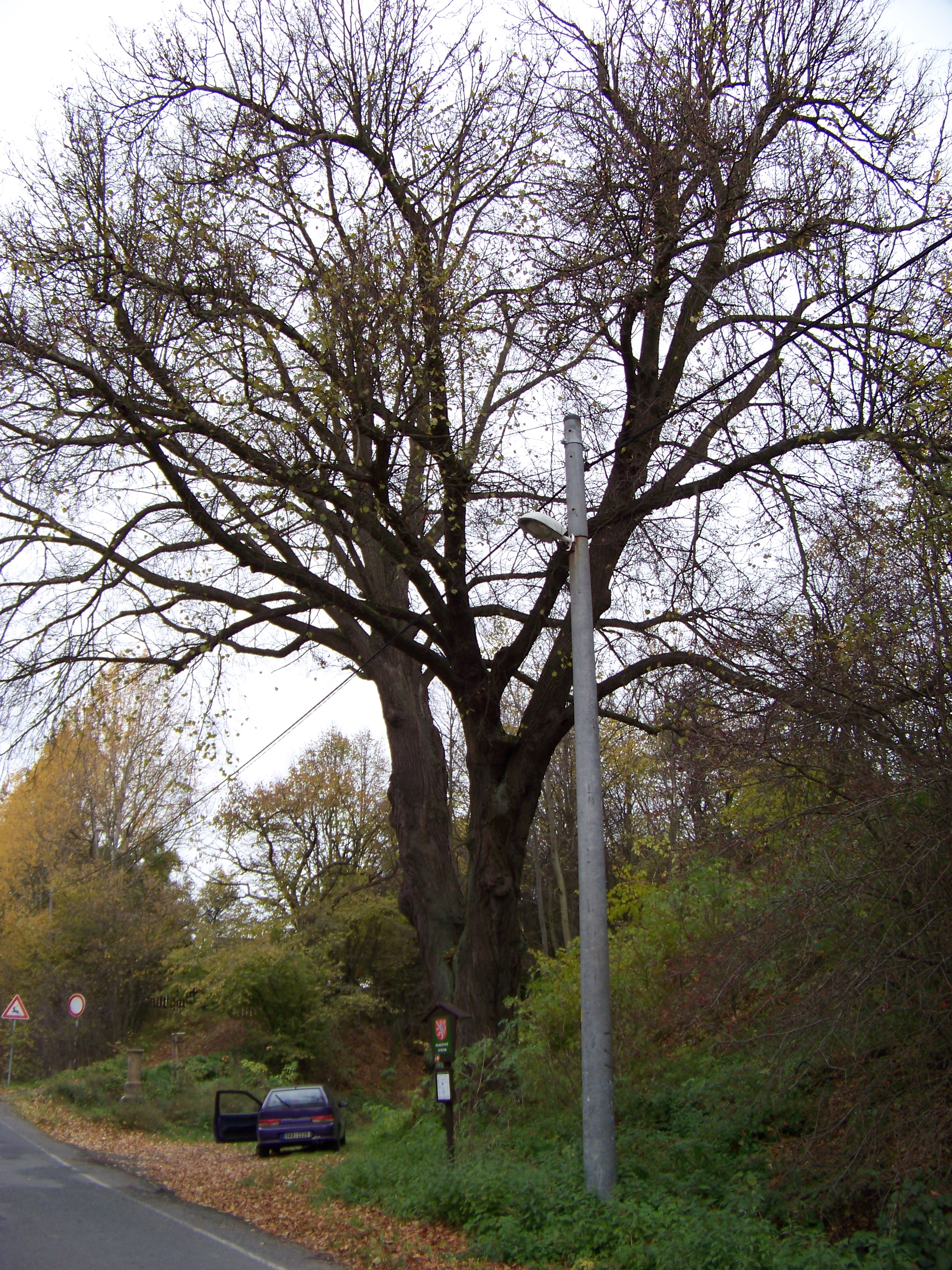
Mšenská lípa 3
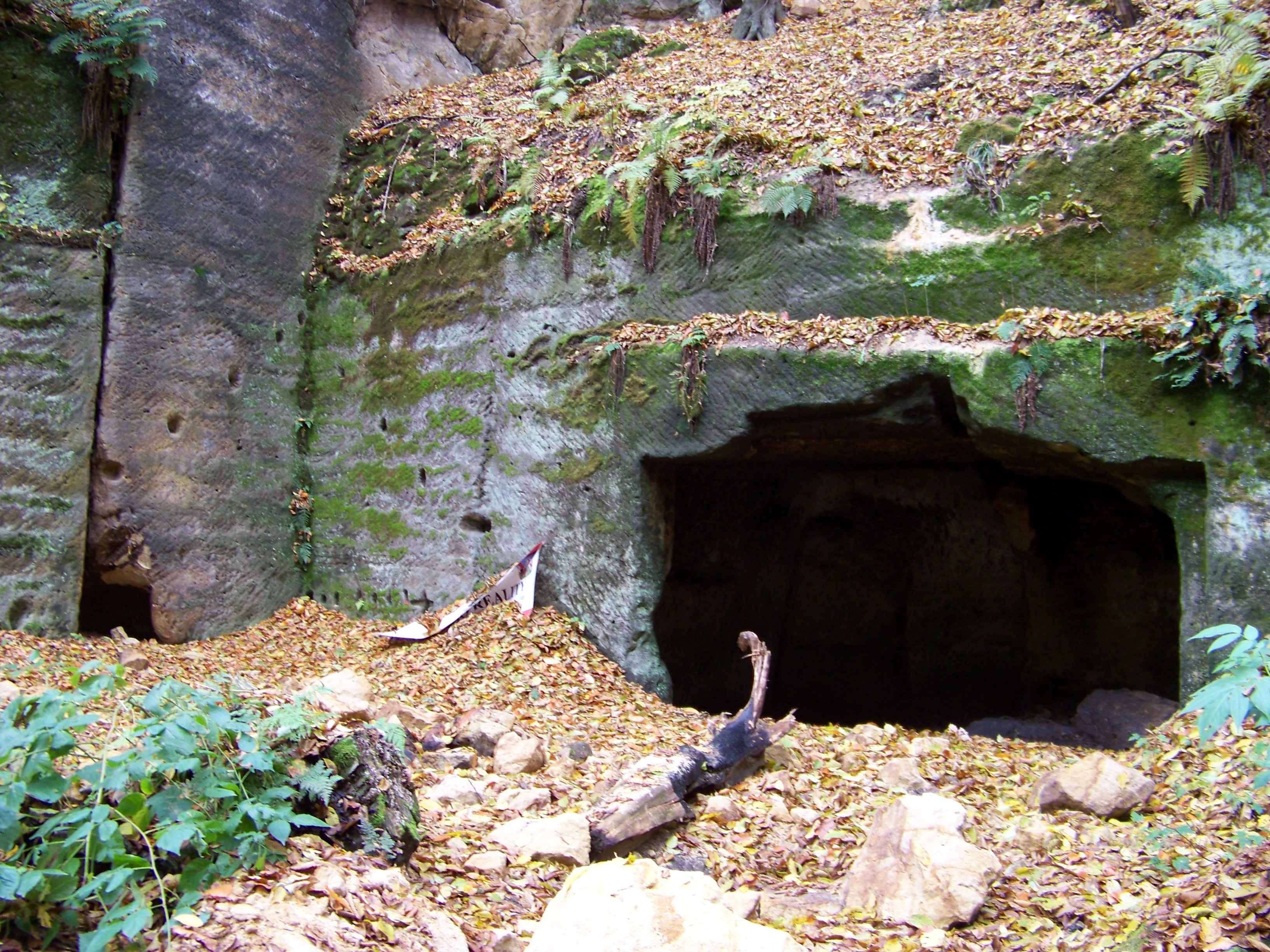
Skalní byt v Debři
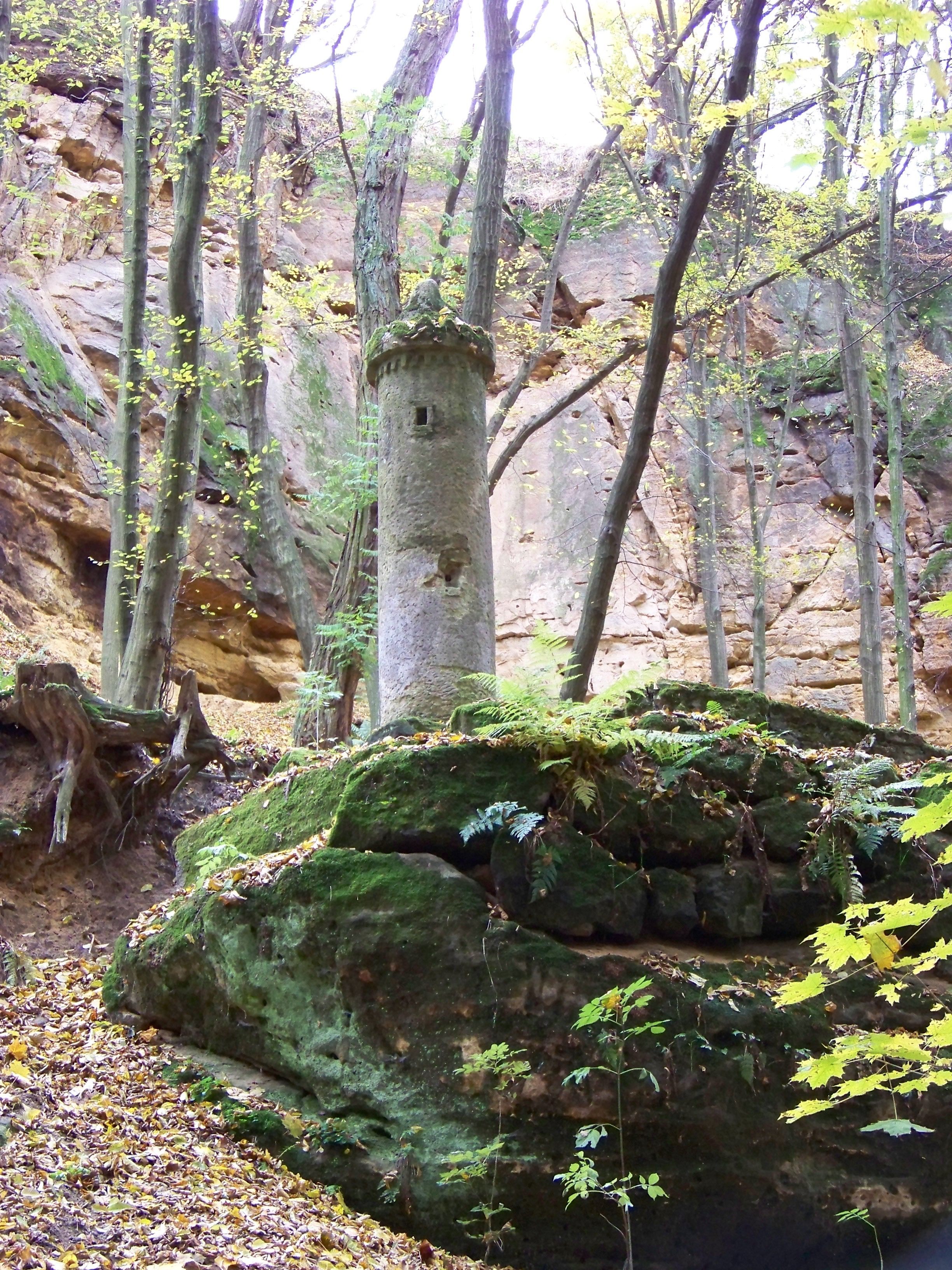
Kokořínek v Debři
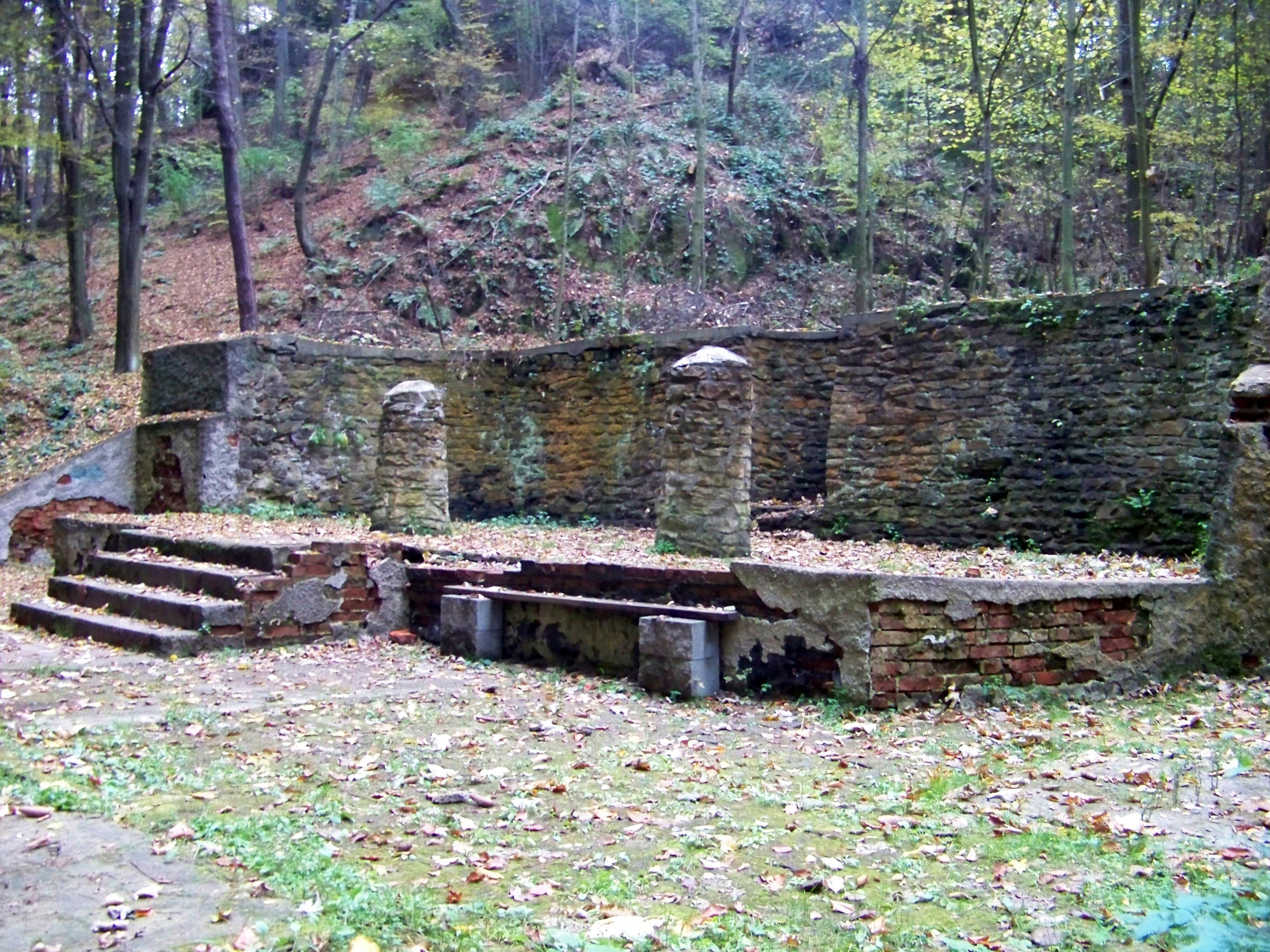
Přírodní divadlo v Debři
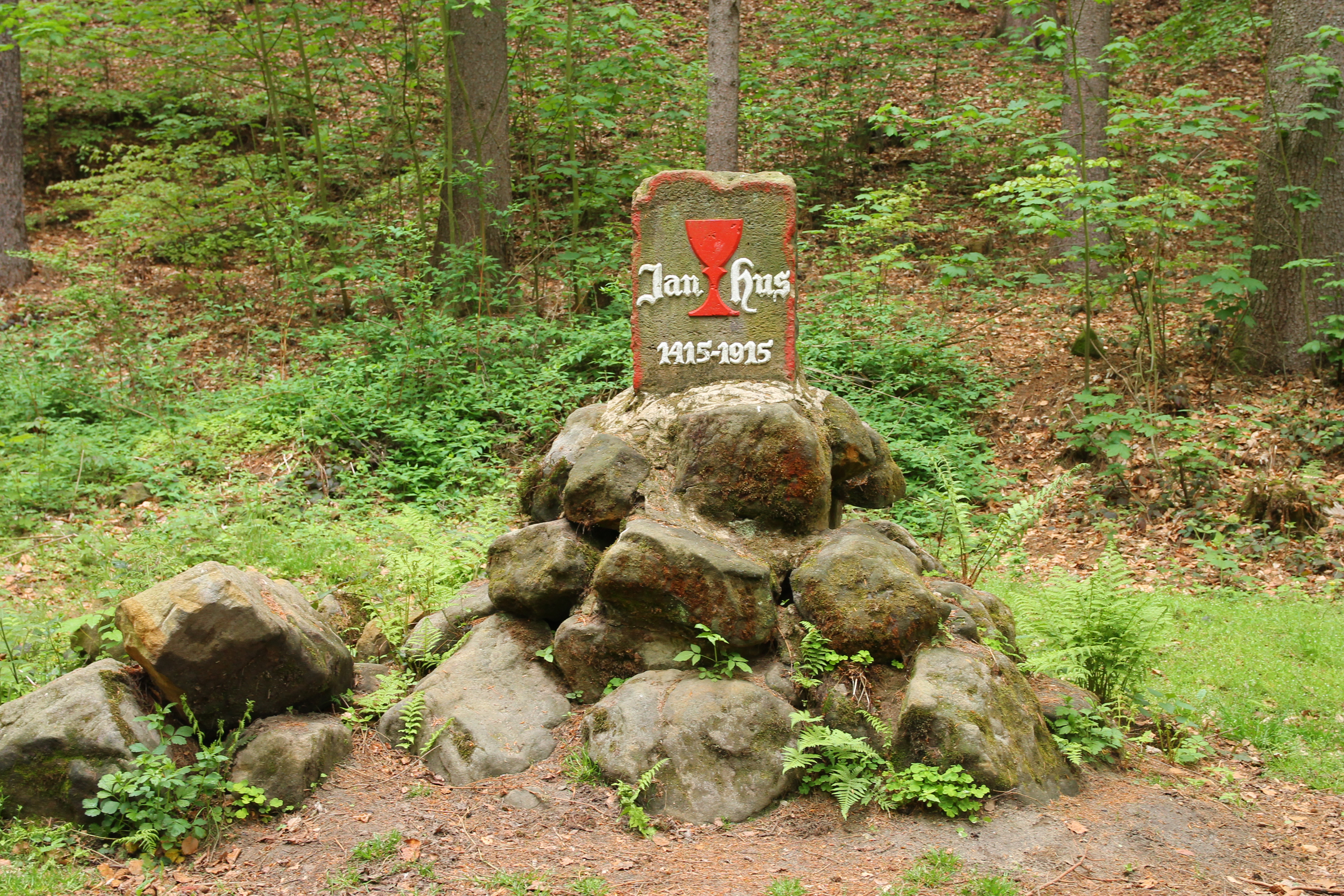
Husův pomník v Debři
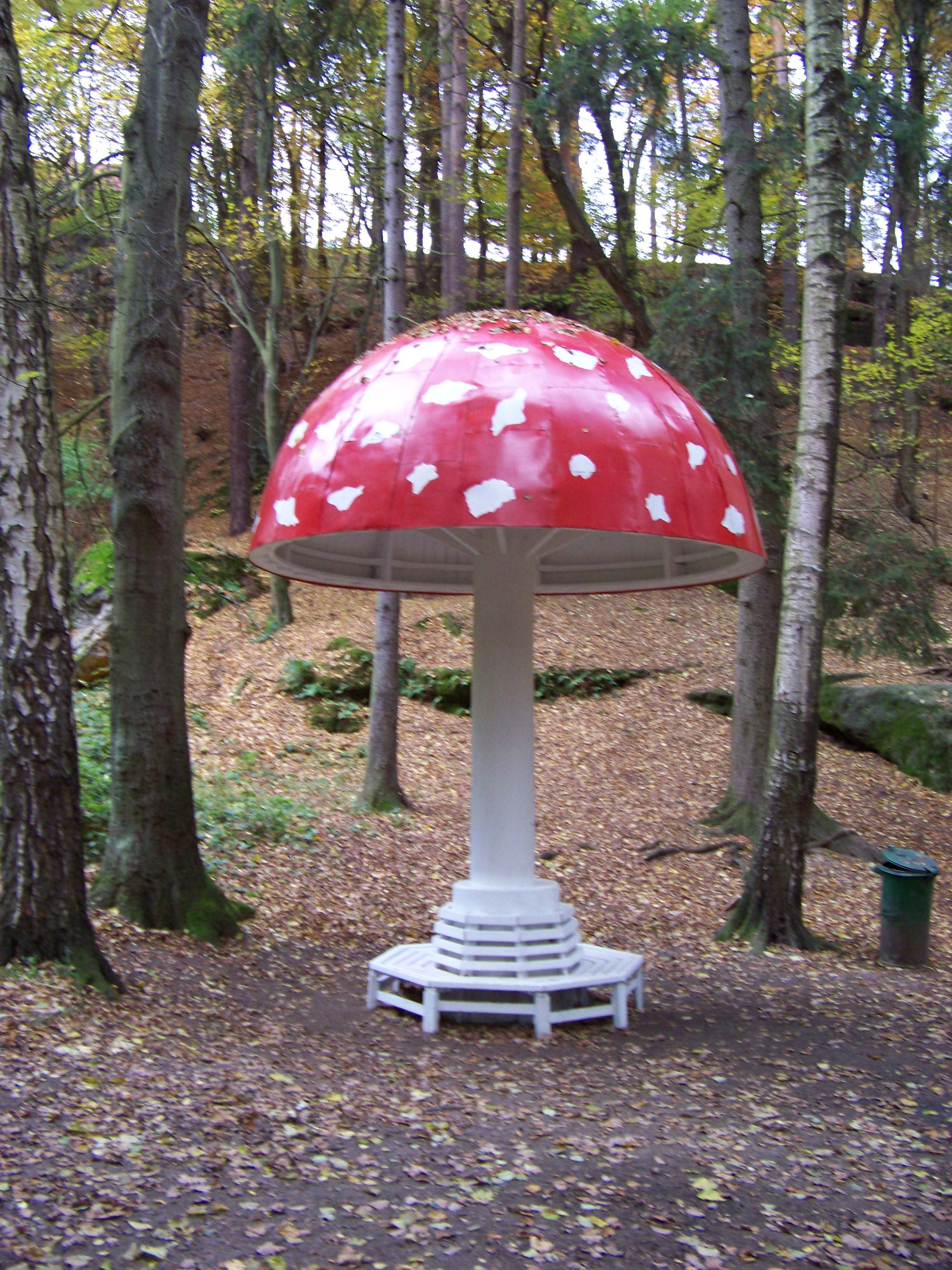
Bývalý lesní altán Muchomůrka v Debři
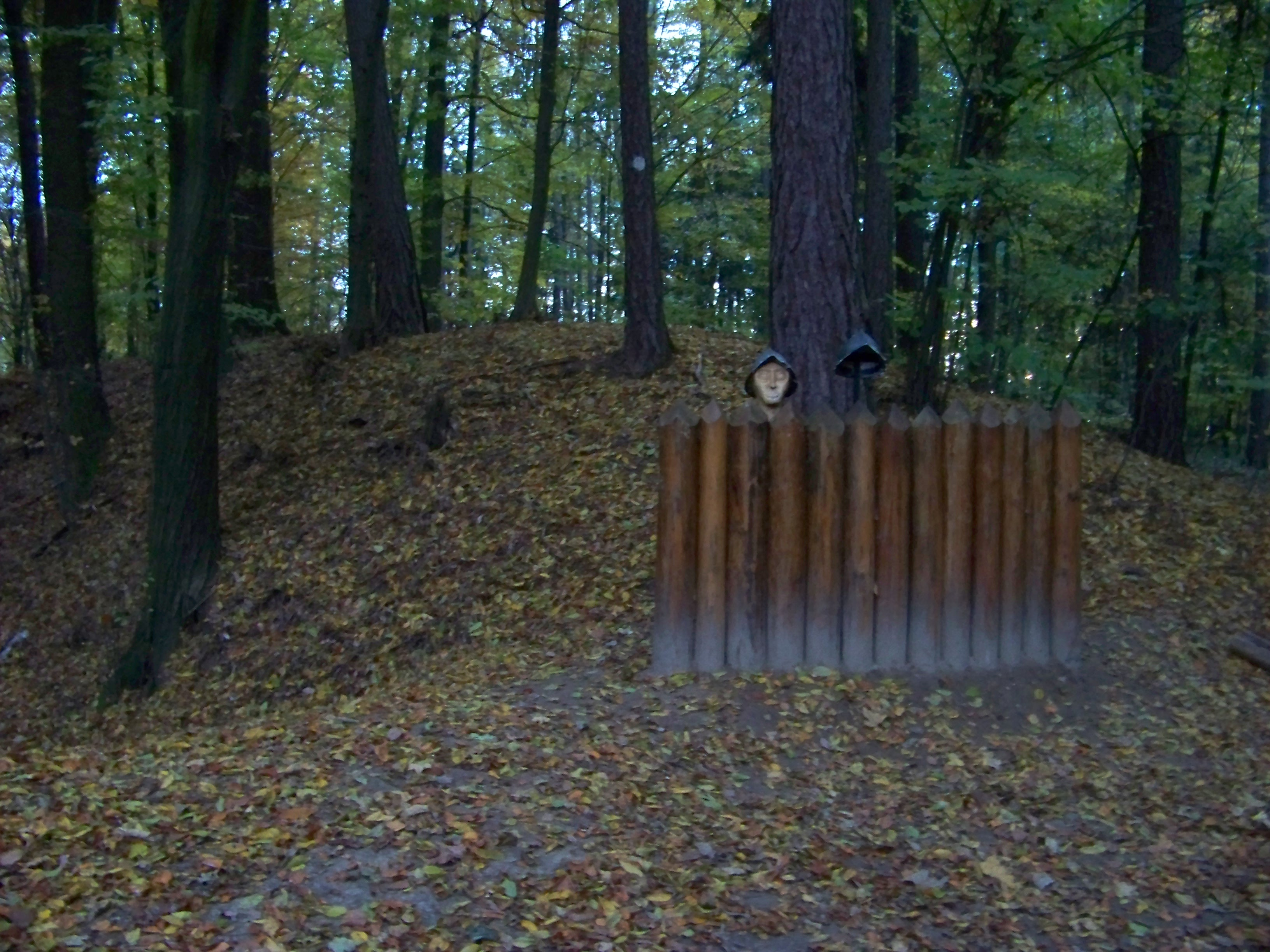
Švédský val
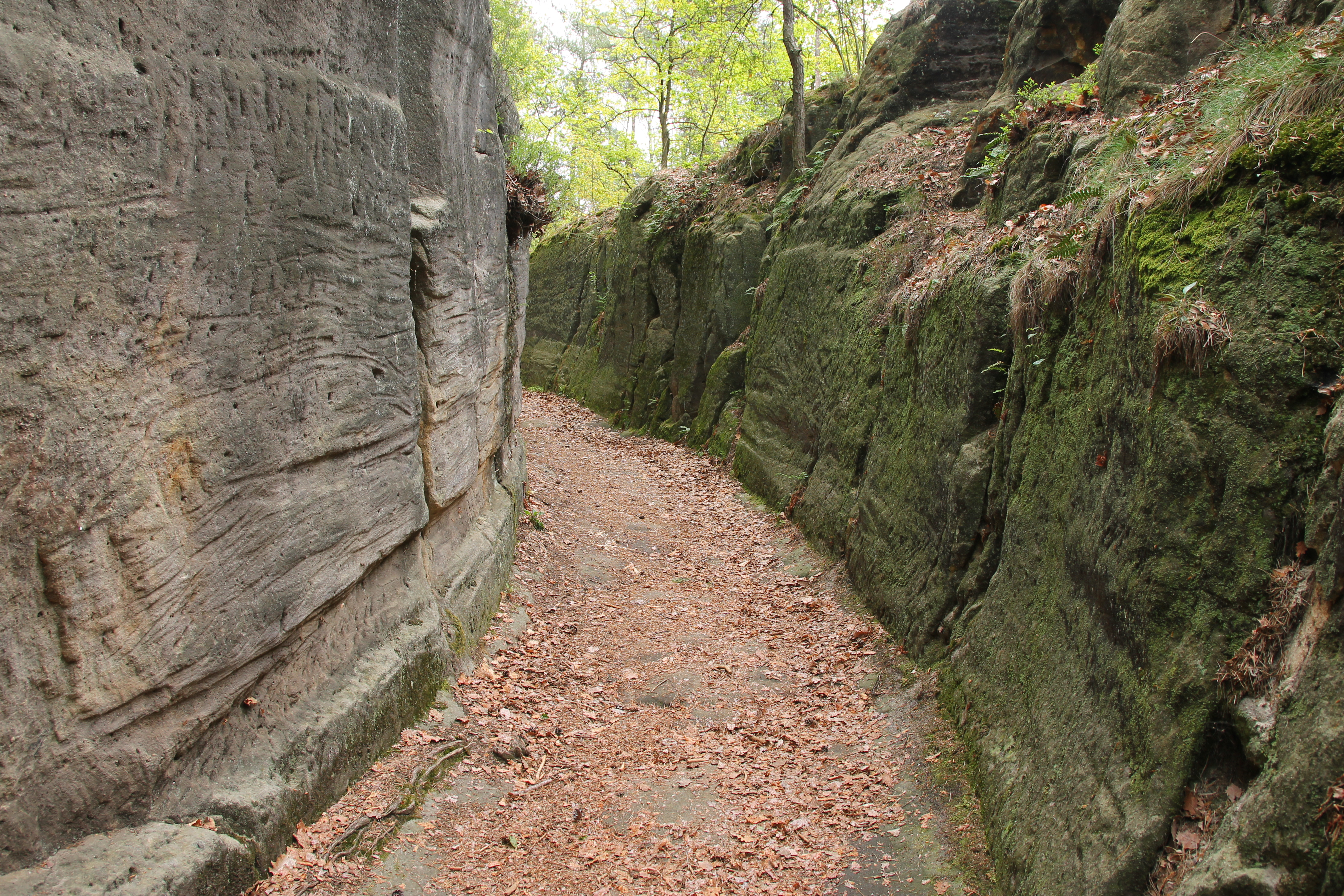
Průsečná skála
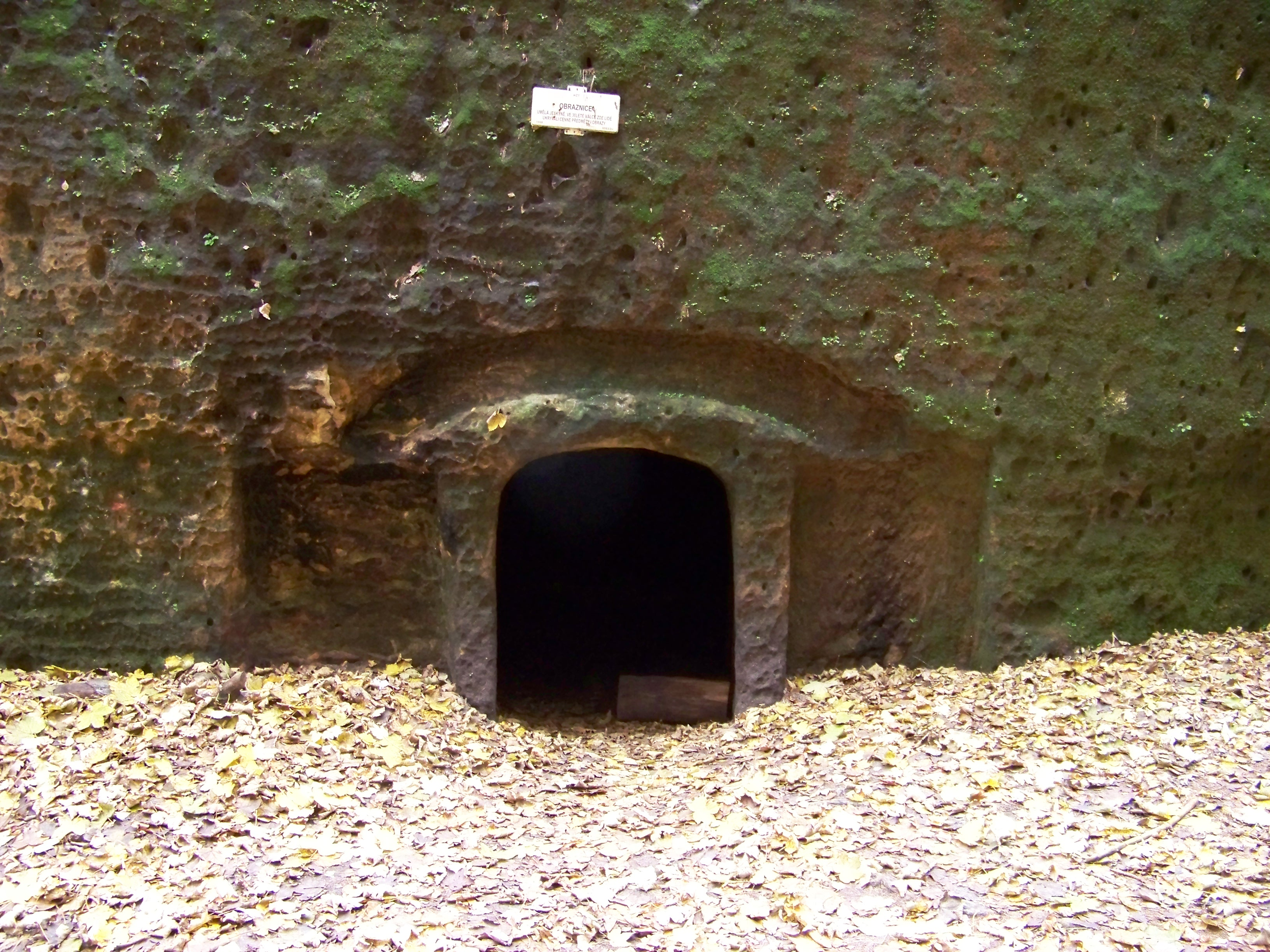
Jeskyně Obraznice
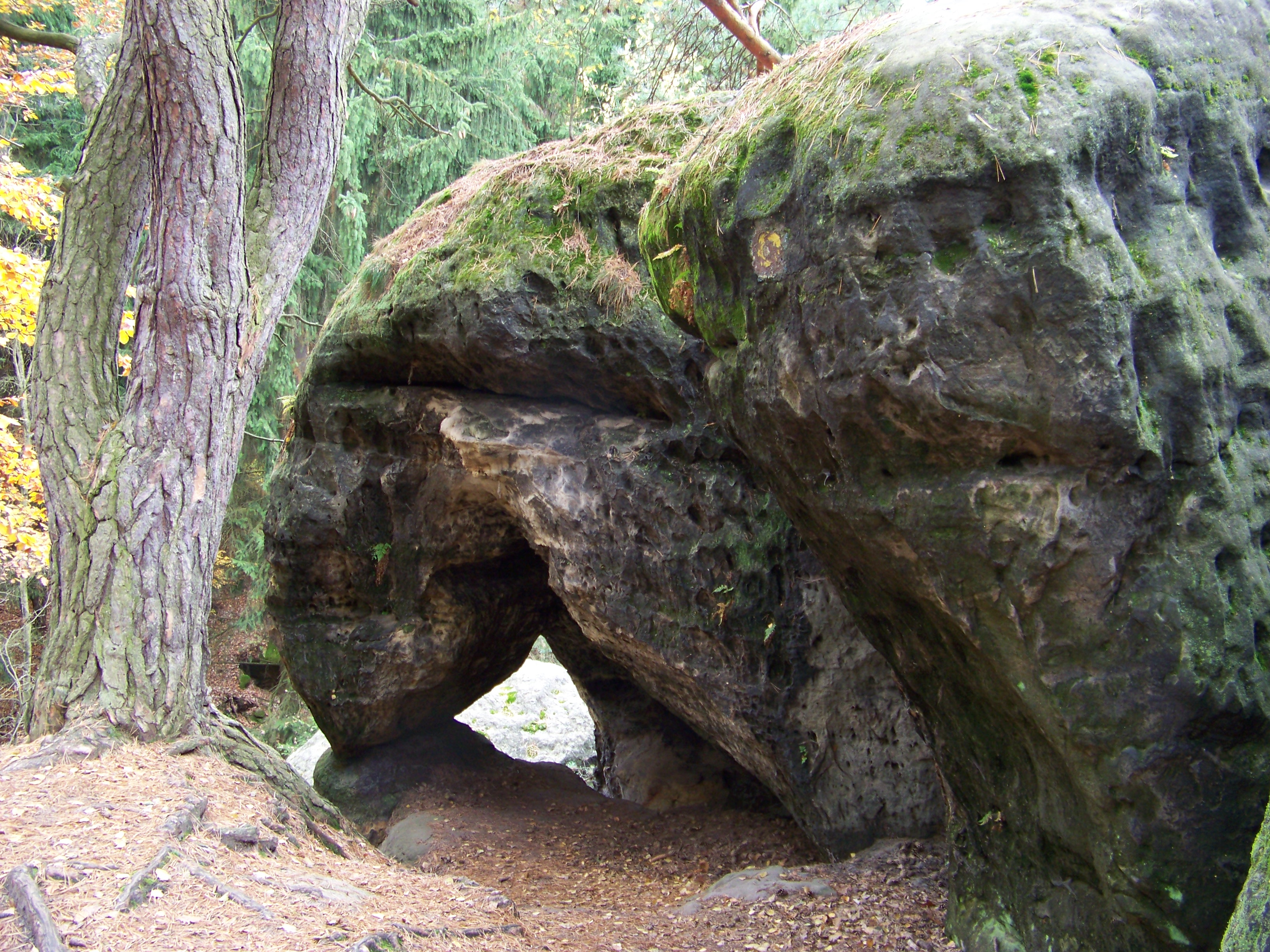
Prolezovačky
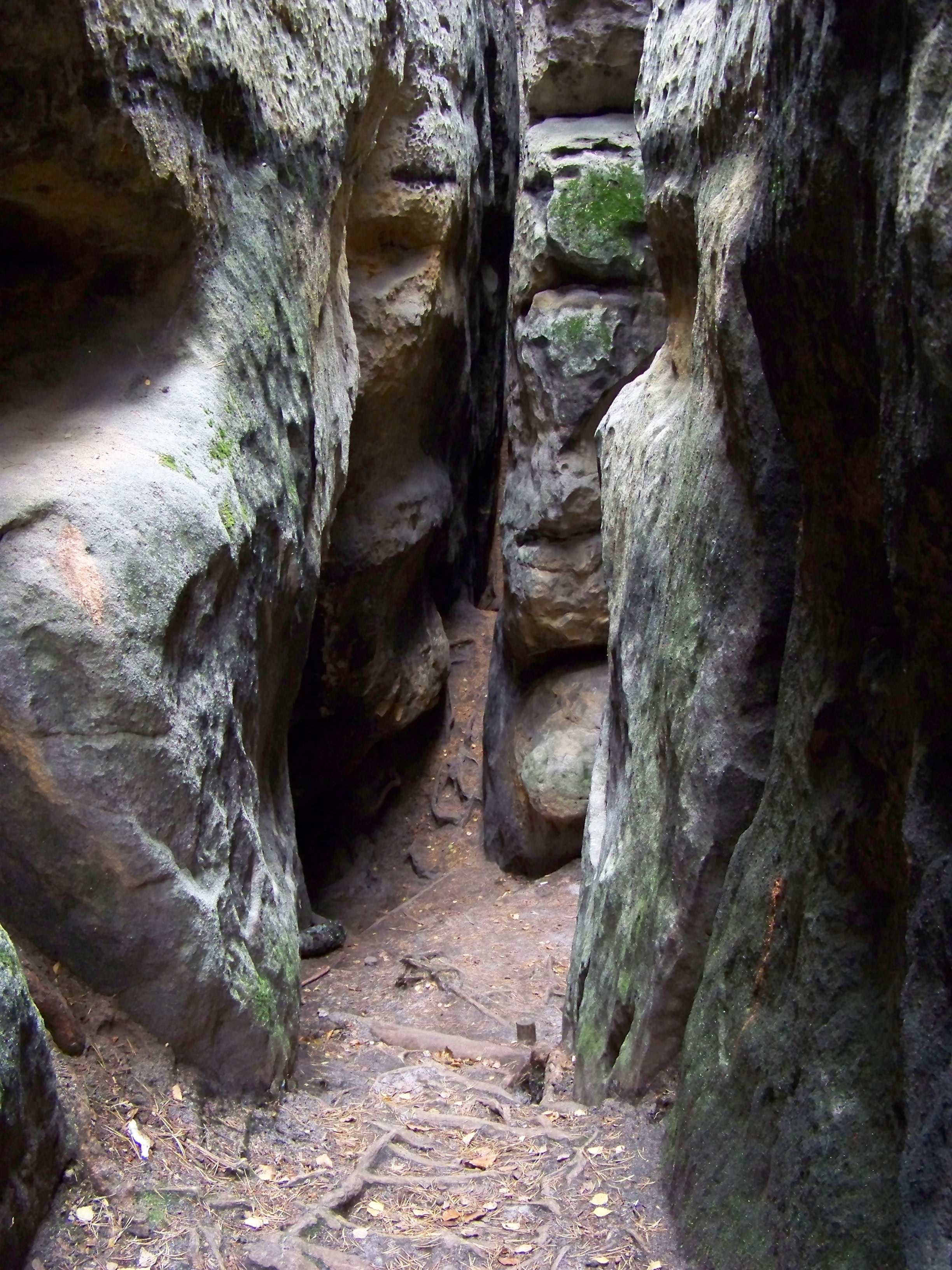
Skalní bludiště
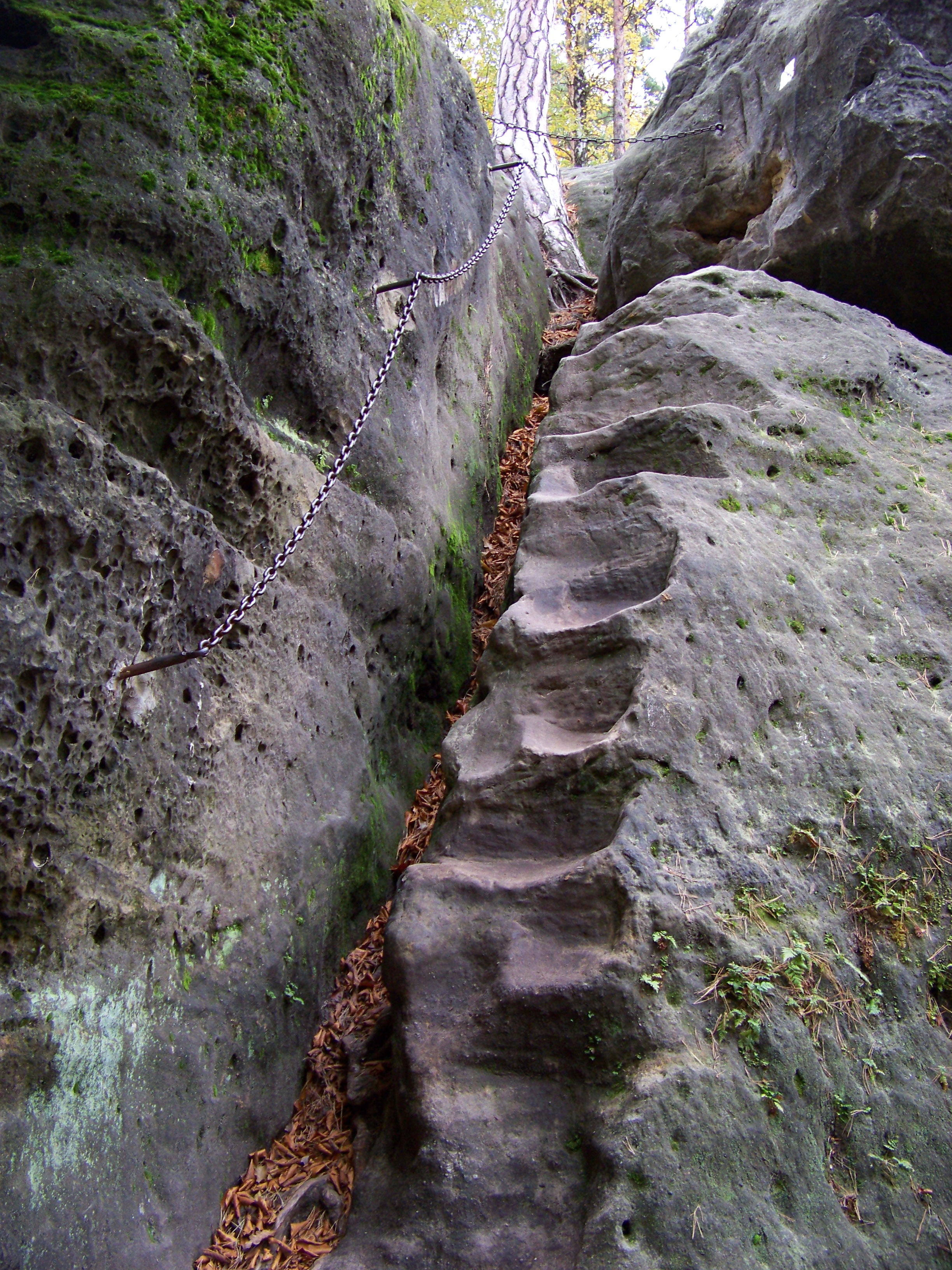
Cinibulkova stezka, tesané schody s řetězy
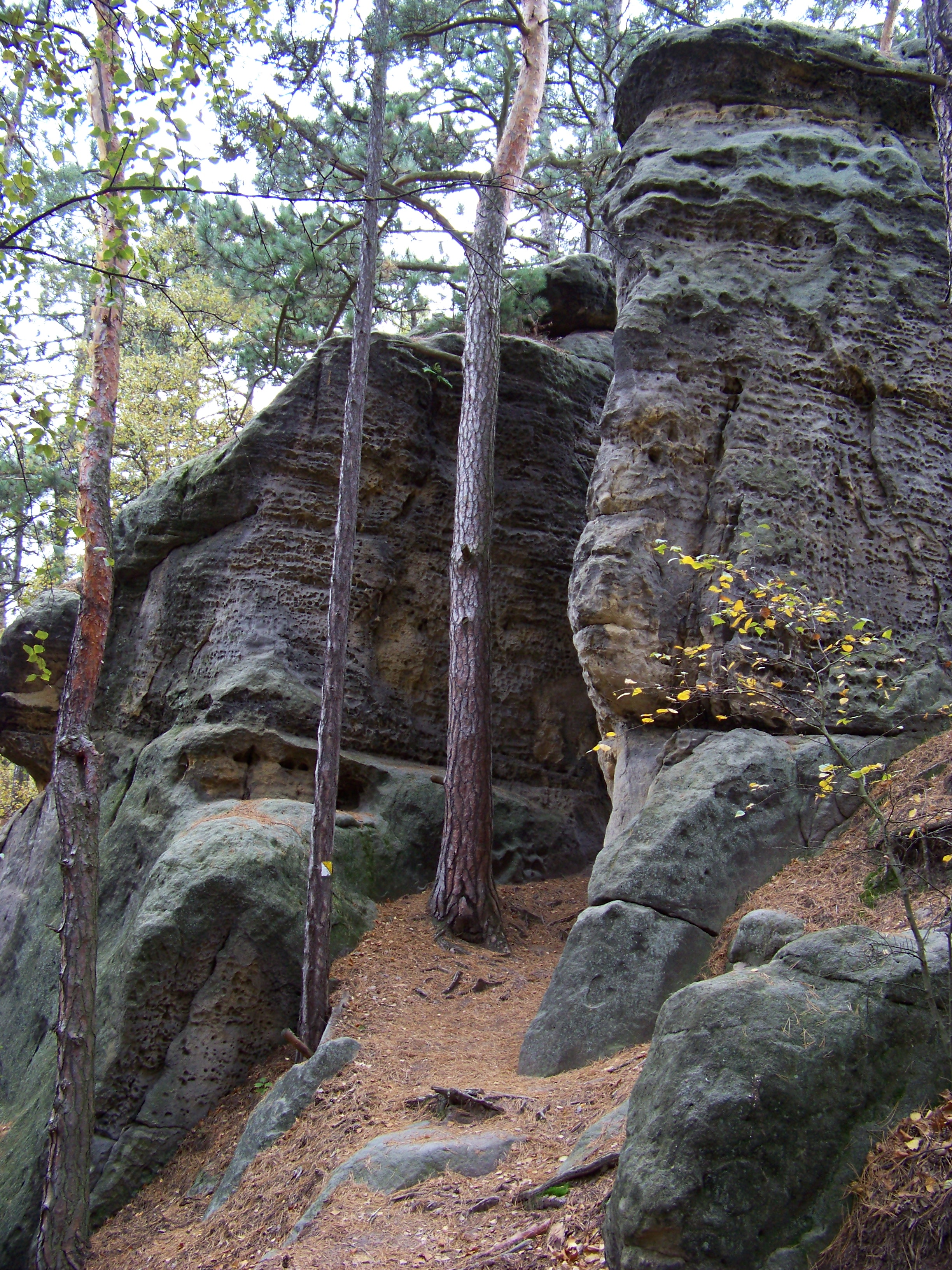
Cinibulkova stezka

### Souřadnice
1. ↑  50°26′27″ s. š., 50°26′27″ v. d.
2. ↑  50°26′27″ s. š., 50°26′27″ v. d.
3. ↑  50°26′27″ s. š., 50°26′27″ v. d.
4. ↑  50°26′27″ s. š., 50°26′27″ v. d.
5. ↑  50°26′27″ s. š., 50°26′27″ v. d.
6. ↑  50°26′27″ s. š., 50°26′27″ v. d.
7. ↑  50°26′27″ s. š., 50°26′27″ v. d.
8. ↑  50°26′27″ s. š., 50°26′27″ v. d.